# Isaiah Livers
Isaiah Maurice Livers (Kalamazoo, Míchigan; 28 de julio de 1998) es un jugador de baloncesto estadounidense que actualmente se encuentra sin equipo. Con 1,98 metros de estatura, juega en la posición de alero.

## Trayectoria deportiva

### Universidad
Jugó cuatro temporadas con los Wolverines de la Universidad de Míchigan, en las que promedió 13,2 puntos, 5,8 rebotes y 1,5 asistencias por partido. En su última temporada fue incluido por los entrenadores y la prensa especializada en el segundo mejor quinteto de la Big Ten Conference.
El 16 de abril de 2021, Livers se declaró elegible para el draft de la NBA.

#### Estadísticas
| Año     | Equipo   | PJ  | PT | MPP  | %TC  | %3P  | %TL  | RPP | APP | ROB | TPP | PPP  |
| ------- | -------- | --- | -- | ---- | ---- | ---- | ---- | --- | --- | --- | --- | ---- |
| 2017–18 | Michigan | 40  | 22 | 15.1 | .474 | .362 | .667 | 2.3 | .4  | .3  | .3  | 3.4  |
| 2018–19 | Michigan | 35  | 3  | 22.6 | .487 | .426 | .780 | 3.9 | .7  | .7  | .5  | 7.9  |
| 2019–20 | Michigan | 21  | 21 | 31.5 | .447 | .402 | .957 | 4.0 | 1.1 | .4  | .7  | 12.9 |
| 2020–21 | Michigan | 23  | 23 | 31.6 | .457 | .431 | .870 | 6.0 | 2.0 | .6  | .7  | 13.1 |
| Total   | Total    | 119 | 69 | 23.4 | .465 | .412 | .856 | 3.8 | .9  | .5  | .5  | 8.3  |

### Profesional
Fue elegido en la cuadragésimo segunda posición del Draft de la NBA de 2021 por los Detroit Pistons. El 8 de agosto firmó contrato con la franquicia.
El 29 de junio de 2023, los Detroit Pistons ejercierón la opción de renovación para la temporada 2023-24. Durante su tercera temporada en Detroit, el 14 de enero de 2024 es traspasado, junto a Marvin Bagley III, a Washington Wizards, a cambio de Danilo Gallinari y Mike Muscala. Sin embargo fue despedido el 5 de abril sin haber llegado a debutar con el equipo.

## Estadísticas de su carrera en la NBA

### Temporada regular
| Año     | Equipo  | PJ | PT | MPP  | %TC  | %3P  | %TL  | RPP | APP | ROB | TPP | PPP |
| ------- | ------- | -- | -- | ---- | ---- | ---- | ---- | --- | --- | --- | --- | --- |
| 2021-22 | Detroit | 19 | 5  | 20.2 | .456 | .422 | .857 | 3.0 | 1.1 | .7  | .4  | 6.4 |
| 2022-23 | Detroit | 52 | 22 | 23.1 | .417 | .365 | .821 | 2.8 | .8  | .5  | .5  | 6.7 |
| 2023-24 | Detroit | 23 | 6  | 20.4 | .345 | .286 | .667 | 2.1 | 1.1 | .6  | .2  | 5.0 |
| Total   | Total   | 94 | 33 | 21.8 | .407 | .358 | .789 | 2.6 | .9  | .6  | .4  | 6.2 |